# Мирцхулава, Давид Цотнеевич
Давид Цотнеевич Мирцхулава (груз. დავით მირცხულავა; род. 27 января 1955, Тбилиси, Грузинская ССР) — грузинский учёный-энергетик и государственный деятель, доктор технических наук (1994), профессор (2002); Заслуженный энергетик СНГ.

## Биография
В 1976 году окончил Грузинский политехнический институт. Инженер-физик.
В 1977—1987 инженер, младший научный сотрудник, старший научный сотрудник, ведущий научный сотрудник Грузинского научно исследовательского института энергетики и гидротехнических сооружений.
В 1988—1990 стажировался в миланском политехническом институте и в исследовательском центре Итальянской национальной энергетической компании.
В 1986—2002 доцент, зав.кафедрой, профессор Грузинского аграрного университета.
В 1990—1998 зам.директора, директор центра диагностики и мониторинга энергетических сооружений.
С 1998 заместитель министра топлива и энергетики Грузии, в 1999—2003 — министр.
В 2003—2006 председатель, член национальной комиссии по регулированию энергетики Грузии.
В 2008—2009 руководитель географического дивизиона «Закавказье, Турция и Ближний Восток» в «Интер Рао ЕЭС» (Москва),
С 2010 партнёр в «Israeli power Projects». C 2013 технический руководитель "Trans Electrica Georgia"

## Научная и трудовая деятельность
Более 100 печатных научных трудов в области энергетики. С именем Мирцхулава связаны все сложнейшие и болезненные, радикальные структурные реформы грузинской энергетики. Созданы такие компании как «Грузинская государственная электросистема» (диспетчеризация), «Объединённая дистрибуционная компания» и т. д. С привлечением международных финансовых институтов с 2001 года осуществлялась реабилитация крупнейшей гидростанции Грузии Ингури ГЭС. Министр Мирцхулава был приверженцем приватизации государственных компаний, при его непосредственном участие в Грузии прошёл первый этап приватизации энергетических компаний, и на энергетическом рынке Грузии появились такие глобальные игроки как «AES Corpotation», «Интер Рао».
Мирцхулава был инициатором и непосредственным исполнителем передачи в управления фактически всех крупных энергетических компании Грузии известным западным компаниям: с 2002 года на пять лет в управления Грузинских энергетических компании вошли такие известные компании как Испанская «Ибедрола» (Iberdrola), Ирландская «ЕСБИА» (ESBie), Американская «ПИ»(Pi Consulting) и т. д.
В издании всемирного банка «Размышляя о реформе энергетического сектора: Уроки Грузии» (Revisiting Reform in the Energy Sector: Lessons from Georgia, Bilingual — World Bank Working Papers, 2004 — (English and Russian Edition) [Paperback]) отмечается, что Грузия является одним из самих успешных реформаторов энергетического сектора. Как отмечают многие международные эксперты, именно эти реформы, проведённые в 1999-2003гг, стали мощным фундаментом и позволили Грузии в последующие годы одолеть сложнейший энергетический кризис 1990-х.